# George Mackie (baron Mackie de Benshie)
George Yull Mackie (10 juillet 1919 - 17 février 2015) est un homme politique du Parti libéral écossais.

## Biographie
Après la Seconde Guerre mondiale au cours de laquelle il sert comme aviateur décoré avec le RAF Bomber Command, Mackie reprend une ferme à Benshie, Angus, puis un ranch à Braeroy, Inverness-shire, près de Spean Bridge. Après s'être présenté à South Angus pour la première fois en 1959, il est élu député de Caithness et Sutherland en 1964. Aux Communes, il est whip libéral écossais. Il perd son siège en 1966, lorsqu'il est battu par le candidat travailliste Robert Maclennan. Maclennan devient finalement un haut responsable politique du Parti social-démocrate puis libéral-démocrate dans les années 1980. Mackie se présente à Caithness et Sutherland à nouveau en 1970, mais perd par une marge plus large.
Ayant été nommé Commandeur de l'Ordre de l'Empire britannique (CBE) en 1971, il reçoit une pairie à vie, en tant que baron Mackie de Benshie, de Kirriemuir dans le comté d'Angus le 10 mai 1974. À la Chambre des lords, il est porte-parole de l'agriculture et des affaires écossaises des libéraux et de leurs partis successeurs entre 1975 et 2000. Il est président du Parti libéral écossais de 1965 à 1970, puis de 1983 à 1988. En 1980, il est élu pour un mandat de recteur de l'Université de Dundee.
Il est le frère cadet de Maitland Mackie (en) et John Mackie, baron John-Mackie.
Jusqu'à sa mort, Mackie est la personne la plus âgée à avoir été député libéral du Royaume-Uni. Son décès est annoncé le 17 février 2015, à 95 ans,.
Les papiers de Lord Mackie sont conservés par les services d'archives de l'Université de Dundee.
Mackie épouse en 1944, Lindsay, fille de l'avocat Alexander Sharp, d'Aberdeen. Ils ont trois filles, dont l'aînée, Lindsay, épouse le journaliste Alan Rusbridger,. Mackie se remarie, en 1988, avec Jacqueline, fille du colonel Marcel Rauch, de l'armée de l'air française.